# Ashok Kumar
Ashok Kumar, pseudonimo di Kumudlal Ganguly, noto anche come Dadamoni (Bhagalpur, 13 ottobre 1911 – Mumbai, 10 dicembre 2001), è stato un attore indiano.
La sua carriera è cominciato nel 1936 e si è conclusa nel 1997. Ashok Kumar è il bisnonno dell'attrice indiana Kiara Advani, che lavora in film in lingua hindī e telugu.

## Premi e riconoscimenti
- Sangeet Natak Akademi Award (1959)
- Filmfare Awards
  - 2 "miglior attore" (1963; 1970)
  - "miglior attore non protagonista" (1967)
  - Filmfare Lifetime Achievement Award (1996)
- National Film Awards
  - "miglior attore" (1969)
- Dadasaheb Phalke Award (1988)
- BFJA Awards
  - 2 "miglior attore" (Hindi) (1964; 1970)
- Padma Shri (1962)
- Padma Bhushan (1999)